# Kly, Mělník
Kly là một làng thuộc huyện Mělník, vùng Středočeský, Cộng hòa Séc.